# Ébréon
Ébréon est une commune du Sud-Ouest de la France située dans le département de la Charente, en région Nouvelle-Aquitaine.
Ses habitants sont les Ébréonais et les Ébréonaises.

## Géographie

### Localisation et accès
Ébréon est une commune du Nord-Charente située à 5 km au nord d'Aigre, le chef-lieu de son canton.
Le bourg est aussi à 9 km au sud de Villefagnan, 13 km de Mansle, 16 km de Ruffec et 34 km d'Angoulême.
La commune est traversée par la D 19, route d'Aigre à Villefagnan, et le bourg est situé à 0,6 km à l'ouest de cette route. Il est desservi par la D 31 qui va à Tusson à l'est et Saint-Fraigne à l'ouest, et qui rejoint la D 737, route d'Angoulême à Aigre et Chef-Boutonne.
La gare la plus proche est celle de Luxé à 8 km, desservie par des TER à destination d'Angoulême, Poitiers et Bordeaux.

### Hameaux et lieux-dits
Ébréon compte deux hameaux, qui sont la Potonnière juste à côté du bourg à l'est et au carrefour de la route de Villefagnan, et Baunac (ou Beaunac sur les cartes anciennes) au nord.

### Communes limitrophes
|               | Souvigné |        |
| Saint-Fraigne | Ébréon   | Tusson |
|               | Aigre    |        |

### Géologie et relief
Géologiquement, la commune est dans le calcaire du Jurassique du Bassin aquitain, comme tout le Nord-Charente. Le Kimméridgien et Oxfordien terminal au nord-est occupent plus particulièrement la surface communale (Jurassique supérieur). Des alluvions récentes du Quaternaire occupent les vallées ainsi que des colluvions sous forme de grèzes au sud du bourg,,.
Le sol est karstique, et une carrière de pierre est située au sud de la commune dans la forêt de Tusson.
Le relief de la commune est celui d'un plaine ondulée bordée par une vallée à l'ouest, d'une altitude moyenne de 90 m. Le point culminant est à une altitude de 118 m, situé sur la limite au sud-est dans la forêt de Tusson. Le point le plus bas est à 69 m, situé sur la limite sud-ouest le long du ruisseau de Siarne. Le bourg est à 90 m d'altitude.

### Hydrographie

#### Réseau hydrographique

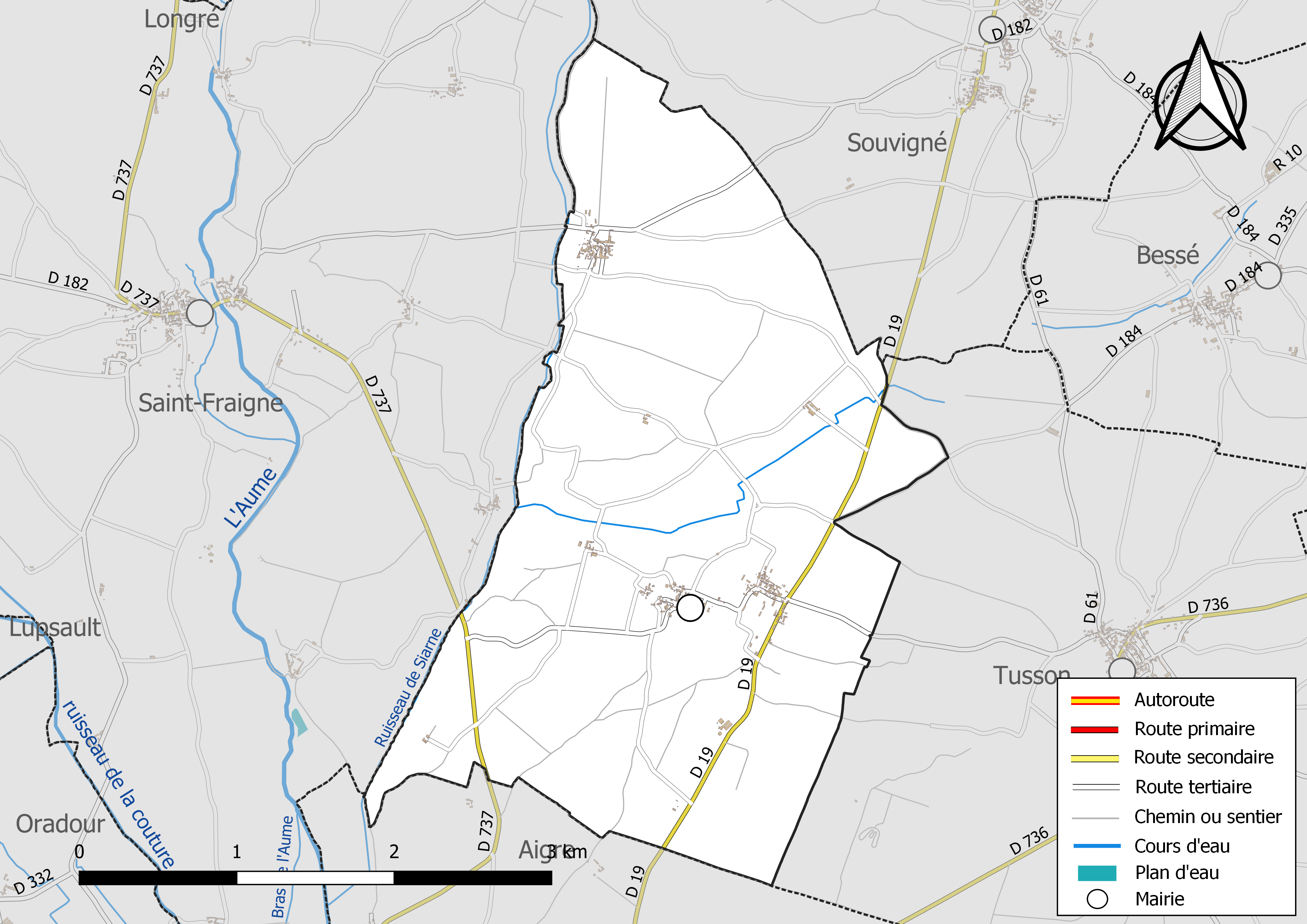
Réseaux hydrographique et routier d'Ébréon.

La commune est située dans le bassin versant de la Charente au sein  du Bassin Adour-Garonne. Elle est drainée par le ruisseau de Siarne et par un petit cours d'eau, qui constituent un réseau hydrographique de 4 km de longueur totale,.
Le ruisseau de Siarne limite la commune à l'ouest. C'est un affluent de l'Aume et un sous-affluent de la Charente. Ruisseau intermittent en amont depuis la commune de Brettes, il est alimenté par des sources au niveau du hameau de Siarne, comme la fontaine de Charroux, mais aussi par un court affluent naissant à la Font des Marais et passant au pied du bourg, où on trouve aussi la fontaine du Clard.

#### Gestion des eaux
Le territoire communal est couvert par le schéma d'aménagement et de gestion des eaux (SAGE) « Charente ». Ce document de planification, dont le territoire correspond au bassin de la Charente, d'une superficie de 9 300 km2, a été approuvé le 19 novembre 2019. La structure porteuse de l'élaboration et de la mise en œuvre est l'établissement public territorial de bassin Charente. Il définit sur son territoire les objectifs généraux d’utilisation, de mise en valeur et de protection quantitative et qualitative des ressources en eau superficielle et souterraine, en respect des objectifs de qualité définis dans le troisième SDAGE  du Bassin Adour-Garonne qui couvre la période 2022-2027, approuvé le 10 mars 2022.

### Climat
Comme dans les trois quarts sud et ouest du département, le climat est océanique aquitain.

## Urbanisme

### Typologie
Au 1er janvier 2024, Ébréon est catégorisée commune rurale à habitat très dispersé, selon la nouvelle grille communale de densité à 7 niveaux définie par l'Insee en 2022.
Elle est située hors unité urbaine et hors attraction des villes,.

### Occupation des sols
L'occupation des sols de la commune, telle qu'elle ressort de la base de données européenne d’occupation biophysique des sols Corine Land Cover (CLC), est marquée par l'importance des territoires agricoles (84,2 % en 2018), une proportion sensiblement équivalente à celle de 1990 (83,7 %). La répartition détaillée en 2018 est la suivante : 
terres arables (71,2 %), zones agricoles hétérogènes (13 %), forêts (7 %), milieux à végétation arbustive et/ou herbacée (3,2 %), mines, décharges et chantiers (3,1 %), zones humides intérieures (2,6 %). L'évolution de l’occupation des sols de la commune et de ses infrastructures peut être observée sur les différentes représentations cartographiques du territoire : la carte de Cassini (XVIIIe siècle), la carte d'état-major (1820-1866) et les cartes ou photos aériennes de l'IGN pour la période actuelle (1950 à aujourd'hui).

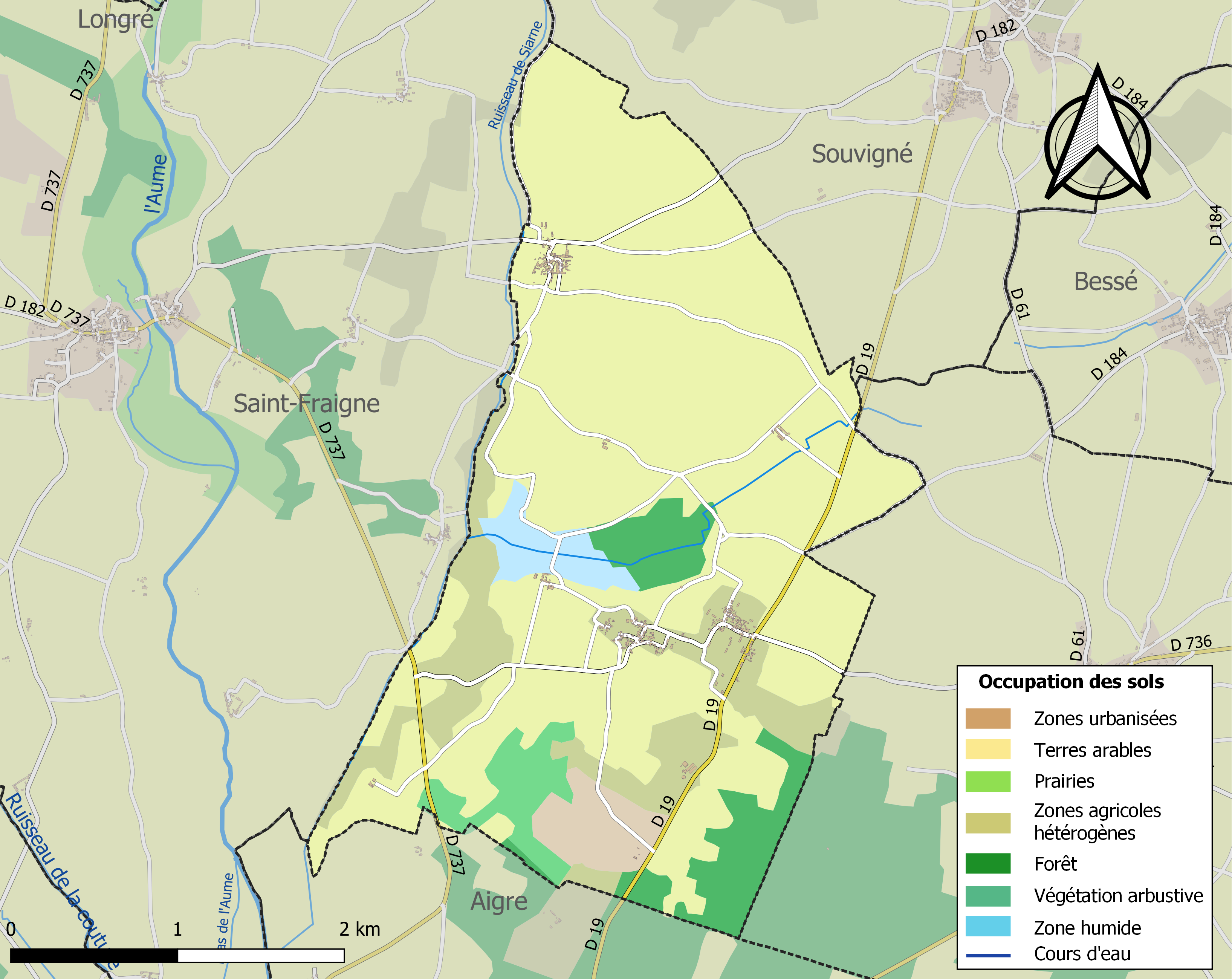
Carte des infrastructures et de l'occupation des sols de la commune en 2018 (CLC).

### Risques majeurs
Le territoire de la commune d'Ébréon est vulnérable à différents aléas naturels : météorologiques (tempête, orage, neige, grand froid, canicule ou sécheresse) et séisme (sismicité modérée). Un site publié par le BRGM permet d'évaluer simplement et rapidement les risques d'un bien localisé soit par son adresse soit par le numéro de sa parcelle.

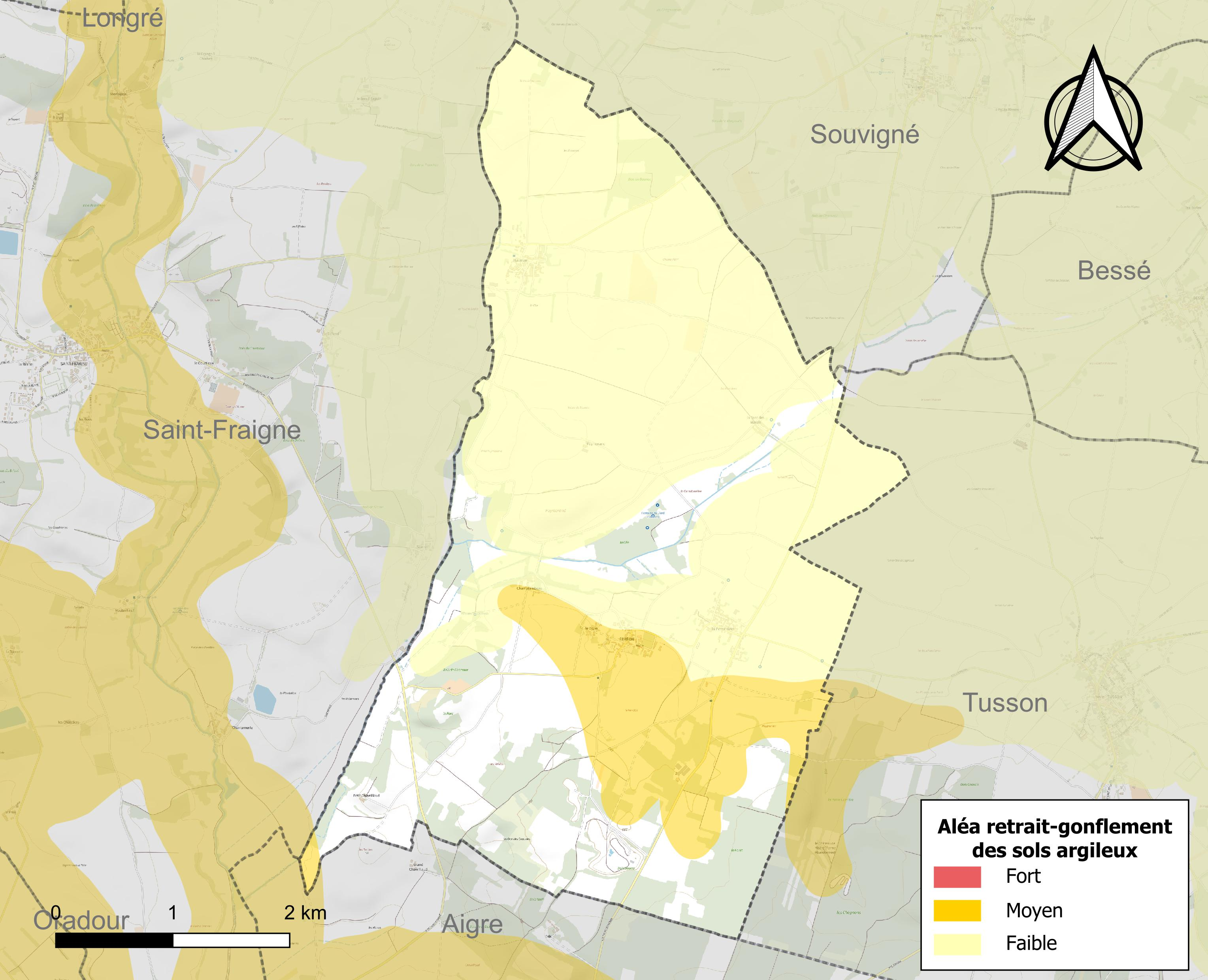
Carte des zones d'aléa retrait-gonflement des sols argileux d'Ébréon.

Le retrait-gonflement des sols argileux est susceptible d'engendrer des dommages importants aux bâtiments en cas d’alternance de périodes de sécheresse et de pluie. 13,6 % de la superficie communale est en aléa moyen ou fort (67,4 % au niveau départemental et 48,5 % au niveau national). Sur les 111 bâtiments dénombrés sur la commune en 2019, 38 sont en aléa moyen ou fort, soit 34 %, à comparer aux 81 % au niveau départemental et 54 % au niveau national. Une cartographie de l'exposition du territoire national au retrait gonflement des sols argileux est disponible sur le site du BRGM,.
Par ailleurs, afin de mieux appréhender le risque d’affaissement de terrain, l'inventaire national des cavités souterraines permet de localiser celles situées sur la commune.
La commune a été reconnue en état de catastrophe naturelle au titre des dommages causés par les inondations et coulées de boue survenues en 1982 et 1999. Concernant les mouvements de terrains, la commune a été reconnue en état de catastrophe naturelle au titre des dommages causés par la sécheresse en 2005 et par des mouvements de terrain en 1999.

## Toponymie
Les formes anciennes sont Ebredonus villaris au IXe siècle, Ebreone en 1302.
L'origine du nom d'Ébréon remonterait à un nom de personne gaulois Eburo- avec le suffixe gaulois -dunum, forteresse, ce qui correspondrait à *Eburodunum, « forteresse d'Eburus »,,.
La commune a été créée Ebreons en 1793, et elle est devenue Ébréon en 1801.

## Histoire
Une chapelle construite vers le XIIIe siècle a existé à Baunac. Elle a été détruite avant 1741. Il y existait aussi un cimetière du haut Moyen Âge et une vingtaine de sarcophages y ont été découverts en 1884.
Hasard des archives, un parchemin du 28 novembre 1517 concernant Ébréon a été localisé dans les archives municipales de Valenciennes (département du Nord).
Il concerne un dénombrement de fief effectué par François Richart, écuyer, seigneur de Champérambault, par-devant Geoffroy de Beauchamp, écuyer, seigneur de Souvigné.
Le 12 novembre 1907 ont été déterrées deux cloches dans un jardin. Leur forme allongée et le style des inscriptions les font dater des XIIIe ou XIVe siècle, et elles ont été probablement protégées des razias organisées en 1569 par Jeanne d'Albret et les princes protestants.
L'ancien logis des Marais devait dater du règne de Louis XVI. Dans le dernier quart du XVIe siècle, le seigneur des Marais était Jouin de Massougnes, écuyer et seigneur de Souvigné.
Le logis de Beauregard était au début du XVIe siècle la propriété de Bertrand de Massougnes, et passa par mariage à la maison de Corgnol.
Au XIXe siècle, la principale industrie de la commune était l'élevage des chevaux. La plupart des habitants achetaient de jeunes poulains et les revendaient, après les avoir dressés.

## Administration
Créée Ebreons en 1793 elle est devenue Ébréon en 1801.
| Période                                  | Période  | Identité       | Étiquette | Qualité     |
| ---------------------------------------- | -------- | -------------- | --------- | ----------- |
| 2001                                     | 2014     | Bruno Latouche | SE        | Agriculteur |
| 2014                                     | En cours | Jean-Guy Guyon |           |             |
| Les données manquantes sont à compléter. |          |                |           |             |

### Fiscalité
La fiscalité est d'un taux de 11,22 % sur le bâti, 45,21 % sur le non bâti, 5,30 % pour la taxe d'habitation et 12,97 % de taxe professionnelle(chiffres 2007).
La communauté de communes prélève 2,61 % sur le bâti, 6,06 % sur le non bâti, 1,09 % pour la taxe d'habitation et 1,45 % de taxe professionnelle.

## Démographie

### Évolution démographique
L'évolution du nombre d'habitants est connue à travers les recensements de la population effectués dans la commune depuis 1793. Pour les communes de moins de 10 000 habitants, une enquête de recensement portant sur toute la population est réalisée tous les cinq ans, les populations de référence des années intermédiaires étant quant à elles estimées par interpolation ou extrapolation. Pour la commune, le premier recensement exhaustif entrant dans le cadre du nouveau dispositif a été réalisé en 2007.

En 2022, la commune comptait 139 habitants, en évolution de −6,08 % par rapport à 2016 (Charente : −0,48 %, France hors Mayotte : +2,11 %).
| 1793 | 1800 | 1806 | 1821 | 1831 | 1841 | 1846 | 1851 | 1856 |
| ---- | ---- | ---- | ---- | ---- | ---- | ---- | ---- | ---- |
| 453  | 540  | 474  | 500  | 544  | 526  | 556  | 554  | 554  |

| 1861 | 1866 | 1872 | 1876 | 1881 | 1886 | 1891 | 1896 | 1901 |
| ---- | ---- | ---- | ---- | ---- | ---- | ---- | ---- | ---- |
| 514  | 483  | 482  | 447  | 450  | 428  | 381  | 340  | 334  |

| 1906 | 1911 | 1921 | 1926 | 1931 | 1936 | 1946 | 1954 | 1962 |
| ---- | ---- | ---- | ---- | ---- | ---- | ---- | ---- | ---- |
| 319  | 324  | 333  | 338  | 327  | 324  | 258  | 251  | 240  |

| 1968 | 1975 | 1982 | 1990 | 1999 | 2006 | 2007 | 2012 | 2017 |
| ---- | ---- | ---- | ---- | ---- | ---- | ---- | ---- | ---- |
| 215  | 185  | 188  | 174  | 176  | 157  | 155  | 160  | 143  |

| 2022 | - | - | - | - | - | - | - | - |
| ---- | - | - | - | - | - | - | - | - |
| 139  | - | - | - | - | - | - | - | - |

### Pyramide des âges
La population de la commune est relativement âgée.
En 2018, le taux de personnes d'un âge inférieur à 30 ans s'élève à 22,4 %, soit en dessous de la moyenne départementale (30,2 %). À l'inverse, le taux de personnes d'âge supérieur à 60 ans est de 43,4 % la même année, alors qu'il est de 32,3 % au niveau départemental.
En 2018, la commune comptait 71 hommes pour 70 femmes, soit un taux de 50,35 % d'hommes, légèrement supérieur au taux départemental (48,41 %).
Les pyramides des âges de la commune et du département s'établissent comme suit.
| Hommes | Classe d’âge | Femmes |
| ------ | ------------ | ------ |
| 2,8    | 90 ou +      | 0,0    |
| 11,1   | 75-89 ans    | 18,3   |
| 30,6   | 60-74 ans    | 23,9   |
| 19,4   | 45-59 ans    | 21,1   |
| 12,5   | 30-44 ans    | 15,5   |
| 12,5   | 15-29 ans    | 12,7   |
| 11,1   | 0-14 ans     | 8,5    |

| Hommes | Classe d’âge | Femmes |
| ------ | ------------ | ------ |
| 1      | 90 ou +      | 2,7    |
| 9,2    | 75-89 ans    | 12     |
| 20,6   | 60-74 ans    | 21,3   |
| 20,7   | 45-59 ans    | 20,3   |
| 16,8   | 30-44 ans    | 16     |
| 15,6   | 15-29 ans    | 13,4   |
| 16,1   | 0-14 ans     | 14,3   |

## Économie
Ébréon est une petite commune agricole. L'agriculture est principalement céréalière. La viticulture occupe une partie négligeable de l'activité agricole. La commune est cependant classée dans les Fins Bois, dans la zone d'appellation d'origine contrôlée du cognac.
Les calcaires et diorites du moulin du Roc sont la seule entreprise.
Il y a un menuisier.
Le tourisme a amené la création d'un gîte rural.

## Équipements et services

### Enseignement
Écoles et collège sont à Aigre. Il existe un circuit de bus pour les écoles maternelle, primaire et l'école privée avec trois arrêts à la Potonnière, Ébréon et Beaunac et un circuit pour le collège avec les trois mêmes arrêts une heure plus tôt.

### Autres services
Ils sont tous à Aigre.

## Lieux et monuments
L'église paroissiale Saint-Pierre-ès-Liens, ancien prieuré, a été reconstruite au XVIIe siècle à la place d'un édifice qui aurait daté du XIIe siècle. Elle est à un vaisseau à plan en croix latine. La flèche est polygonale. L'église a été agrandie en 1870.
Le logis de Beauregard, construit au XVIe siècle a été remanié au XVIIIe siècle. Excepté le pigeonnier, les parties agricoles ont été détruites au XIXe siècle.
Le logis de Champlambeau, a été construit au XVIIe siècle. Il comporte une grange, une cour et un jardin.
Le logis de la Font des Marais, a été construit au XVIIe siècle avec un étage carré comporte une cheminée remarquable. Le jardin et les bâtiments agricoles sont complétés par un pigeonnier.

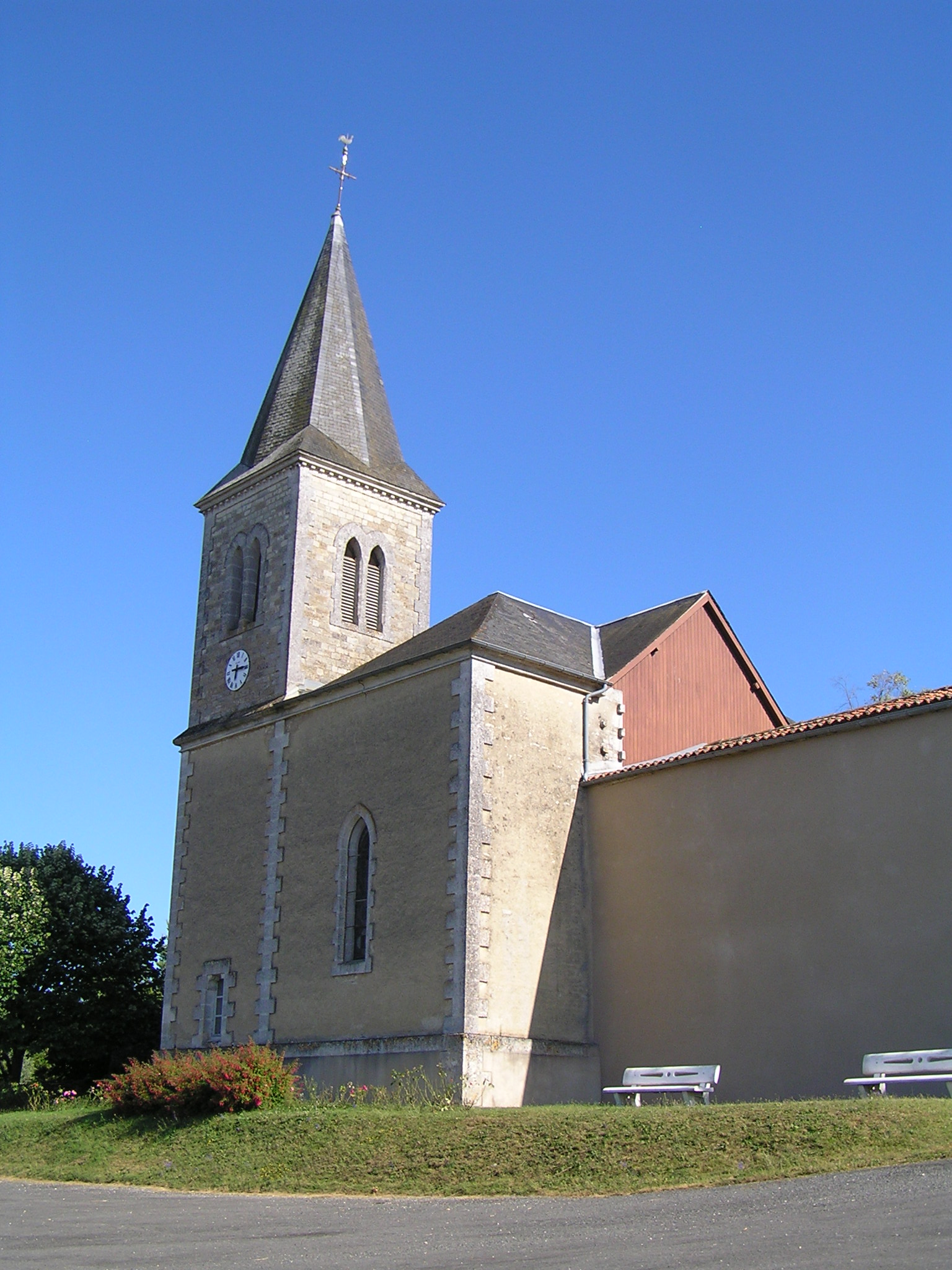
L'église Saint-Pierre.
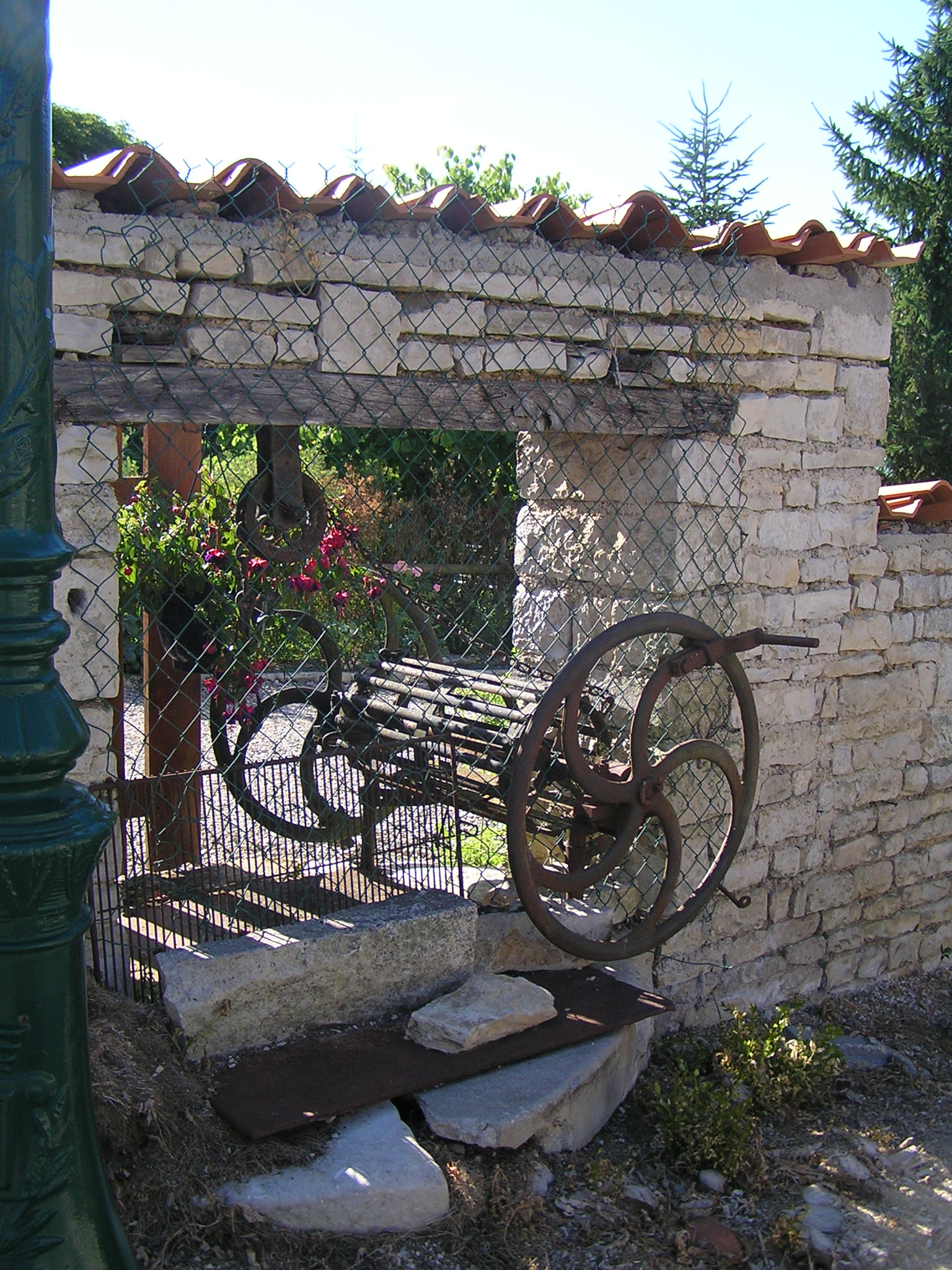
Un puits.